# Hélène Durand (illustratrice)
Ne doit pas être confondu avec hélène Durand (résistante).
Hélène Durand (9 août 1883 à Watermael-Boitsfort - 4 août 1934 à Uccle) était une illustratrice scientifique belge.

## Biographie

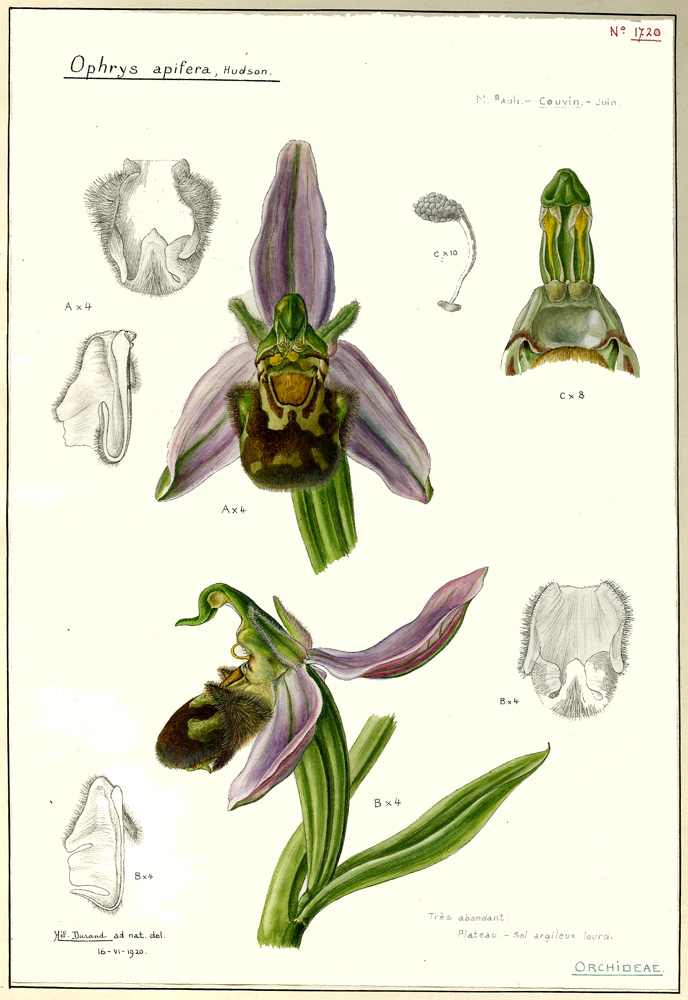
Ophrys apifera par Hélène Durand.

Elle est la fille de Théophile Durand, directeur du Jardin botanique de Belgique entre 1901 et 1912, et de Sofie Van Eelde.
Dans sa formation, elle suit des cours en art et en botanique. Elle a ensuite travaillé à l'Institut royal des Sciences Naturelles de Belgique. En 1912, elle est engagée en temps-plein au Jardin Botanique, qui se trouve au Chateau de Bouchout, à Meise, au nord de Bruxelles. Elle y a produit des illustrations montrant une grande précision scientifique, incluant des traits au dessin et illustrations pour le musée du bois.
Ses illustrations, non-publiées, des Gymnospermes sont particulièrement remarquables, et révèlent les couleurs subtiles et textures de leurs cones. Elle a consacré plus de 105 heures à son illustration d'un cone d'Abies procera. Beaucoup de ses illustrations ont été publiées dans des revues scientifiques.
Hélène Durand a partagé un appartement avec sa sœur Louise. Elle a souffert d'une affection pulmonaire et ne réagissait pas aux traitements essayés. Un séjour dans la campagne de Keerbergen lui apporta un court répit, et elle décéda la nuit du 4 août 1934.
L'abréviation H.Durand est utilisée pour indiquer Hélène Durand en tant qu'auteur quand elle est nommée en tant que botaniste. Elle a travaillé avec son père sur Sylloge Florae Congolanae.